# Aeropuerto de Palmar Sur
El Aeropuerto de Palmar Sur (IATA: PMZ, OACI: MRPM)  en un aeropuerto que sirve a la ciudad de Palmar Sur, Osa,  Costa Rica. Tiene una ubicación estratégica,  cerca de la Península de Osa. El aeropuerto consiste básicamente de una choza con una pista pavimentada. Ambos, aviones chárter y vuelos regulares arriban diariamente; actualmente el edificio y la pista se encuentran en ampliación y modernización debido al alza en las expectativas de pasajeros. 
El aeropuerto está cerca del río Térraba y de la carretera Costanera Sur. Hay taxis disponibles fuera del aeropuerto. El bus tiene un costo aproximado de 20 centavos de dólar a Palmar Norte o 60 centavos a Sierpe, aunque los buses no siempre arriban a tiempo o muy frecuentemente.
Desde Palmar Sur, se puede viajar en 40 minutos a Punta Uvita, y en 25 minutos a Ojochal.

## Destinos
| Destinos | Aeropuertos                              | Aerolíneas                         |
| -------- | ---------------------------------------- | ---------------------------------- |
| San José | Aeropuerto Internacional Juan Santamaría | SANSA                              |
| San José | Aeropuerto Internacional Tobías Bolaños  | Aviones Taxi Aéreo S. A. (chárter) |